# Comuna Mîroliubivka, Jîtomîr
Mîroliubivka (în ucraineană Миролюбівська сільська рада) este o comună în raionul Jîtomîr, regiunea Jîtomîr, Ucraina, formată din satele Cervonîi Stepok, Leonivka și Mîroliubivka (reședința).

## Demografie
Componența lingvistică a comunei Mîroliubivka
     Ucraineană (98,91%)
     Alte limbi (0,97%)
Conform recensământului din 2001, majoritatea populației comunei Mîroliubivka era vorbitoare de ucraineană (98,91%), existând în minoritate și vorbitori de alte limbi.